# Euurobracon bhaskarai
Euurobracon bhaskarai — вид паразитичних ос родини браконід (Braconidae). Описаний у 2022 році.

## Назва
Вид названий на честь Еді Бхаскари, друга першого автора, який живе на острові, де був зібраний новий вид.

## Поширення
Ендемік Індонезії. Поширений у провінції Західна Ява на острові Ява.

## Опис
Тіло переважно помаранчево-жовте; крила жовті, переднє крило з сіруватим краєм, вузьким наростом, невелика темно-коричнева пляма на верхівці птеростигми, темно-коричнева пляма навколо місця злиття жилок 1RS, 1-M і (RS+M)a та коричнева пляма на задній частині 1-ї піддискової комірки; жилка заднього крила R (або RSa) проміжна або коротка поперечна; 2-й метасомальний тергіт без поперечної борозни приблизно на середині довжини; яйцеклад більш ніж учетверо довший за тіло. Крім того, верхівка базальної клітинки заднього крила з невеликим подовженим склеромом у мембрані приблизно на середині 1r-m.